# Rolande Falcinelli
Rolande Falcinelli (18 de febrero de  1920 - 11 de junio de 2006) fue una organista, pianista, compositora y pedagoga francesa.

## Biografía
Rolande Falcinelli ingresó al Conservatorio de París en 1932, entre sus profesores estuvieron el notable pianista y pedagogo Isidor Philipp y Abel Estyle (piano), Marcel Samuel-Rousseau (armonía), Simone Plé Caussade (contrapunto), Henri Büsser (composición), y Marcel Dupré (órgano y improvisación). En 1942, ella recibió el segundo puesto en el Grand Prix de Rome.
Entre 1946 y 1973, fue organista titular en la Sacré-Coeur en Paris. Adicionalmente, dictó clases de órgano en el American Conservatory en Fontainebleau entre 1948 y 1955, y en École Normale de Musique en París entre 1948 y 1955.
En 1948, en la Salle Pleyel de París, Rolande Falcinelli registró todas las obras de Marcel Dupré -o por lo menos las que existían en ese momento-, cuya música estaba en el centro de sus intereses a lo largo de su carrera como intérprete y maestro.
En 1955, ella tuvo sucedió a Dupré como profesor de órgano e improvisación en el Conservatorio de París, donde enseñó hasta 1987. Entre sus numerosos alumnos, muchos terminaron siendo organistas brillantes de nuestro tiempo, como Odile Pierre, Pierre Gazin, Xavier Darasse, Louis Thiry, Yves Devernay, Francis Chapelet, André Isoir, Daniel Roth, Jean-Pierre Leguay, Sophie-Veronique Cauchefer-Choplin, Louis Robillard, Philippe Lefebvre, Maurice Clerc, Patrice Caire, Marie-Bernadette Dufourcet, Naji Hakim y Pierre Pincemaille.
Además de sus numerosas composiciones para órgano, escribió obras para piano, clavecín, instrumentos solistas, orquesta, coro y canciones. También hizo numerosas grabaciones, incluyendo varios discos con composiciones de Marcel Dupré en el Auditorio Marcel Dupré en Meudon.
Rolande Falcinelli murió el 1 de junio de 2006, a la edad de 86 años, en Pau, Francia. Estaba casada con Felix Otto, un productor de Norddeutscher Rundfunk en Hamburg, Alemania, tuvieron una hija llamada, Sylviane (n. 1956), quien es un intérprete musical francesa.

## Composiciones

### Órgano solista
- Triptyque op. 11 (compuesta 1941. París: Bornemann/Leduc, 1982):
  - Litanies
  - Rondel
  - Fugue
- Épigraphe funèbre op. 21. In memoriam Jean-Claude Touche (compuesta 1944. Sampzon: Éditions Delatour France)
- Nocturne féerique op. 23b (Organ Transcription 1946, unpublished)
- Petit Livre de Prières op. 24 (compuesta 1946. Paris: Bornemann/Leduc, 1948):
  - À St. Dominique
  - À Notre Père
  - À Notre Seigneur Jésus-Christ
  - Au St. Esprit
  - À la Très Sainte Trinité
  - Au Cœur Sacré de Jésus
  - À Sainte Thérèse de l'Enfant Jésus
  - Ora pro nobis, Amen
- Poèmes-Études op. 26 (compuesta 1948-60, unpublished):
  - Danse éternelle de Lasksmi
  - La Guitare enchantée
  - Troïka
  - Scaramuccio
- 5 Chorals sur l'Antienne di Magnificat du Saint-Sacrement op. 28 (compuesta 1950-51. Paris: Bornemann/Leduc, 1952):
  - O sacrum convivium! in quo Christus sumitur...
  - Recolitur memoria passionis ejus
  - Mens impletur gratia
  - Et futurae gloriae nobis pignus datur
  - Alleluja
- Rosa mystica sur sept thèmes grégoriens à la Vierge op. 29 (compuesta 1951. Paris: Éditions de la Schola Cantorum)
- Poème en forme d'improvisation op. 31 (compuesta 1953. Mainz: Schott, 2007)
- Prélude à l'Introït de la Messe du Sacré-Cœur op. 34 (compuesta 1956. Paris: Éditions de la Schola Cantorum)
- Cor Jesu sacratissimum op. 36 (compuesta 1958. Paris: Éditions musicales transatlantiques, 1966)
- Messe pour la Fête du Christ-Roi op. 38 (compuesta 1959-60. Paris: Éditions de la Schola Cantorum):
  - Choral-Prélude à l'Introït de la Messe de Christ-Roi
  - Offertoire pour la Fête de Christ-Roi
  - Élevation
  - Communion pour la Fête de Christ-Roi
- Morceau in D minor without Opus (compuesta 1960, unpublished)
- La Cathédrale de l'Âme op. 39 (compuesta 1962-72. Sampzon: Éditions Delatour France):
  - Portail
  - Réflexion
  - Méditation
  - Concentration
  - Affirmation
  - Initiation
  - Contemplation
  - Adoration
  - Communion
  - Sanctum Sanctorum
- Cortège funèbre: Sortie pour la Messe des morts op. 41 (compuesta 1965. Paris: Éditions de la Schola Cantorum)
- Intermezzo in G major without Opus (compuesta 1965, unpublished)
- Prophétie d'après Ezechiel: Poème pour orgue op. 42 (compuesta 1959-66. Paris: Éditions musicales transatlantiques, 1975)
- Salve Regina op. 43 (compuesta 1968. Paris: Bornemann/Leduc, 1969)
- 14 Études insérées dans l'Initiation à l'orgue (compuesta 1969-70. Paris: Bornemann/Leduc, 1971):
  - Étude no. 1 - Dialogue
  - Veni Créator
  - Étude no. 2 - Chanson
  - Variations sur un Rondeau d'Adam de la Halle
  - Étude no. 3 - Intermezzo
  - Étude no. 4 - Mélodie
  - Étude no. 5 - Récitatif
  - Étude no. 6 - Choral (pour l'Ascension)
  - Étude no. 7 - Prélude (pour la Pentecôte)
  - Étude no. 8 - Trio
  - Étude no. 9 - Fughetta
  - Étude no. 10 - Mouvement perpétuel
  - Étude no. 11 - Ricercare
  - Étude no. 12 - Toccata
- Esquisses symphoniques en forme des variations op. 45 (compuesta 1971. Sampzon: Éditions Delatour France):
  - Largo sostenuto
  - Adagio espressivo
  - Allegro marcato
  - Grave
  - Allegretto leggiero
  - Larghetto
  - Allegretto giocoso
  - Allegro recitativo
  - Andante molto moderato
  - Allegro ritmico
- Le Sermon sur la montagne op. 46. Poème mystique d'après l'Évangile selon Saint Matthieu (compuesta 1972. Mainz: Schott, 2007)
- Variations-Études sur une Berceuse op. 48 (compuesta 1972-73. Paris: Combre, 1982)
- Mathnavi d'après le poème mystique d'Ibrahim Arâqî op. 50 (compuesta 1973. Paris: Bornemann/Leduc, 1974)
- Miniatures persanes op. 52 (compuesta 1974. Sampzon: Éditions Delatour France):
  - Moburati-Bâd
  - Monâdjat
  - Qalandar
  - Zurkhâné
- Épure op. 67 No. 1 (compuesta 1983. Paris: Combre, 1983)
- Méandres op. 67 No. 2 (compuesta 1983. Paris: Combre, 1983)
- Missa Brevissima op. 69 (compuesta 1956-1985. Paris: Editions de la Schola Cantorum):
  - Prélude à l'Introït
  - Offertoire
  - Élévation
  - Communion
  - Deo Gratias (unpublished)
- Sonatina per Scherzare op. 73 (compuesta 1988. Éditions Lisset):
  - Tempo di Valser
  - Tempo di Marcia
  - Tempo di Barcarola
  - Tempo di Rondo

### Órgano con otros instrumentos o voz
- Choral et Variation sur le Kyrie de la Messe "Orbis Factor" for organ and orchestra op. 12 (compuesta 1942, unpublished)
- Nocturne féérique for organ, 2 pianos, 2 harps, celesta, and percussion op. 23 (compuesta 1946, unpublished)
- 4 Motets à la Vierge for voice and organ op. 37 (compuesta 1959):
  - Ego lilium convallium for soprano, baryton, mixed choir SATB and organ (Rome: AISC)
  - Regina Cæli Lætare for soprano, female choir (three voices) and organ (Rome: AICS)
  - Tota Pulchra es for soprano or tenor and organ (manuscript lost)
  - Virgo Mater Filia for medium voice and organ (manuscript lost)
- Mausolée "à la gloire de Marcel Dupré" for organ and orchestra op. 47 (compuesta 1971-72, orchestration 1973, Debuted 3/25/2011 at Sacred Heart Cathedral, Rochester,NY for the Eastman School of Music "Women in Music Festival" Organist: Timothy Tikker Accompanied by: University of Rochester Symphonic Orchestra conducted by Dr. David Harman):
  - Prélude
  - Fugue
  - Choral
- Chant de peine et de lutte for violin and organ op. 53 (compuesta 1974. Sampzon: Éditions Delatour France)
- 3 Chants profanes for voice and organ op. 55 (1974–75, unpublished):
  - Aurore d'hiver (G. Apollinaire)
  - Ronsard à son âme (P. Ronsard)
  - Lumière, ma Lumière! (R. Tagore)
- Canzon per sonar for 2 violas and organ op. 57 (compuesta 1975, unpublished)
- Le Mystère de la Sainte-Messe for two organs op. 59 (compuesta 1976-82, unpublished):
  - Introïtus, Kyrie eleison, Gloria, Evangelio
  - Credo, Offertorium, Sanctus, Elevatio
  - Pater Noster, Agnus Dei, Communio, Ite missa est
- Tétrade for viola and organ op. 60 (compuesta 1976, unpublished)
- Azân for flute and organ op. 61 (compuesta 1977. Éditions Hortus, 2008)
- Quand sonnera le glas for voice and organ op. 62 (compuesta 1978, unpublished)
- Psaume XIII for baritone and organ op. 63 (compuesta 1978, unpublished)
- Aphorismes for piano and organ op. 64 (compuesta 1979-80, unpublished)
- Kénose for cello and organ op. 68 (compuesta 1983. Sampzon: Éditions Delatour France, 2006)

### Piano solista
- D'une âme...: poème varié en dix chants enchaînes op. 15 (compuesta 1942. Éditions Lisset):
  - Indécise
  - ...Triste
  - Insouciante
  - Ardente...
  - Tendre...
  - Inquiète...
  - Moqueuse...
  - Rêveuse...
  - Orageuse...
  - Apaisée...
- Jeu d'un Biquet op. 30 (compuesta 1953, unpublished)
- Harmonies et lignes: Huit petites pièces op. 32 (compuesta 1955. Paris: Leduc, 1955):
  - Choral et Invention
  - Litanies et Invention
  - Aria et Invention
  - Sarabande et Invention
- Mémorial Mozart: Suite pour piano or harpsichord op. 35 (compuesta 1955-56, unpublished):
  - Préambule
  - Ricercar
  - Gavotte
  - Récitatif
  - Toccata
- Berceuse in E-flat major for piano or organ, without Opus (compuesta 1956, unpublished)
- Chanson in D major without Opus (compuesta 1959, unpublished)
- Chaconne in G minor without Opus (compuesta 1959, unpublished)
- Résonances poétiques op. 40 (compuesta 1964-65, unpublished):
  - Recueillement
  - Campane
  - Rochers
  - Fontaine
  - Brumes
  - Arondes
  - Neige
  - Flammes
- Pochades op. 44 (compuesta 1971, unpublished):
  - Dédicace
  - Nébulosité
  - Six gouttes d'eau
  - Câline

### Música de cámara
- Prélude et Scherzo for septet op. 3 (compuesta 1939, unpublished)
- Suite fantaisiste for violin and piano op. 6 (compuesta 1940, unpublished):
  - Fantoches
  - Chanson tchèque
  - Epitaphe
  - Petit soldat
  - Berceuse
  - Lucioles
- String Quartet op. 9 (compuesta 1940, unpublished):
  - Large et très expressif
  - Scherzo
  - Modéré
  - Variations
- La Messiade op. 10b (Piano Reduction 1941-42, unpublished)
- Cecca, la Bohémienne ensorcelée op. 22b (Piano Reduction 1943-45, unpublished)
- Berceuse for bassoon and piano op. 33 (compuesta 1956, unpublished)
- Gavotte in E minor for harpsichord, without Opus (compuesta 1956, unpublished)
- Morceau for oboe and piano, without Opus (compuesta 1958, unpublished)
- Arietta (Andante quasi adagio) in E minor for harpsichord, without Opus (compuesta 1958, unpublished)
- Quatrains d'Omar Khayyam for soprano, bariton and string quartet op. 51 (compuesta 1973, unpublished):
  - Amis! ...Souvenez-vous... (Bariton solo)
  - On ne sait pour quel motif... (Soprano solo)
  - Avant toi et moi (Soprano and Bariton)
  - Puisque le Seigneur n'a pas voulu... (Soprano solo)
- Résonances romantiques for harpsichord op. 54 (compuesta 1973-75, inédit):
  - Solitudes
  - Rêves
  - Rencontres mystérieuses
  - Clairs-obscurs
  - Confidences
  - Dialogues
  - Pluie de lumière
- Chant d'ombre et de clarté for cello solo op. 56 (compuesta 1975. Sampzon: Éditions Delatour France)
- Inventions for harpsichord op. 58 (compuesta 1976. Paris: Les Éditions Ouvrières, 1976):
  - Prélude
  - Litanie
  - Variations
  - Ricercar
  - Rondinetto
  - Danse
- Krishna-Gopala for flute solo op. 66 (compuesta 1985. Paris: Leduc, 1985)
- Récurrence for viola and piano op. 70 (écrit 1986. Paris: Billaudot)
- Sine nomine for viola and piano op. 71 (compuesta 1987. Lyon: Symétrie)
- Trinomio for Oboe or English Horn op. 72 (Sampzon: Éditions Delatour France):
  - Preliminare (English Horn)
  - ...Fugato il contrappunto delle voci... (Oboe)
  - ...e piccole variazioni (starting with Oboe, later switching to English Horn)
- Morceau (Lent) in F minor for harpsichord, without Opus (undated, unpublished)

### Piano y orquesta
- Polska: Suite sur des thèmes populaires slaves op. 8 (compuesta 1940, unpublished):
  - Prélude
  - Berceuse
  - Scherzetto
  - Variations
- D'une âme...: poème en dix chants op. 15b (orchestration 1942-50, unpublished)

### Canciones
- 3 Mélodies (after poems by Paul Fort) op. 1 (compuesta 1937-38, unpublished):
  - La Ronde
  - Berceuse
  - La France
- 2 Chansons for soprano and tenor op. 2 (compuesta 1939, unpublished)
- 8 Chants populaires op. 4 (compuesta 1939, unpublished):
  - 3 chansons champenoises:
    - Trimausett' (chant de quête)
    - Pastorale châlonnaise
    - Le petit bossu

  - 3 chansons canadiennes:
    - Je n'ai pas de barbe au menton
    - J'ai cueilli la belle rose
    - C'est le vent frivolant

  - 2 chansons de Lorraine:
    - Fauchette la quêteuse
    - En passant par la Lorraine
- 3 Mélodies (after poems by Théophile Gautier) op. 5 (composed 1939, unpublished):
  - Dernier vœu
  - Noël
  - Carmen
- Soleil couchant (after a poem by Théophile Gautier) op. 7 (compuesta 1940, unpublished)
- Ouargla (after a poem by Pierre Bertin) op. 18 (compuesta 1945, unpublished)
- Prélude et fugue sur le nom de Jean-Sébastien Bach for voice and piano or harpsichord op. 27 (compuesta 1950, unpublished)
- Affinités secrètes (after a poem by Théophile Gautier) for soprano and piano op. 49 (compuesta 1973, unpublished)

### Obras corales
- Messe de Saint-Dominique for mixed choir a capella op. 25 (compuesta 1947, unpublished):
  - Kyrie
  - Gloria
  - Sanctus
  - Benedictus
  - Agnus Dei

### Vocal y orquesta
- 3 Chansons champenoises for soprano and orchestra (excerpts from 8 Chants populaires op. 4b, orchestration 1939, unpublished)
- 3 Mélodies for soprano and orchestra op. 5b (orchestration 1939, unpublished)
- Soleil couchant for soprano and orchestra op. 7b (orchestration 1940, unpublished)
- La Messiade: oratorio for soloists, choirs and orchestra op. 10 (compuesta 1941, unpublished):
  - Chant Premier: La Trahison (Prélude, Scène I, Scène II, Scène III)
  - Chant Deuxième: Le Jugement
  - Chant Troisième: La Mort sur le Golgotha (Prélude et Marche Funèbre, Double Chœur, Choral)
- Cavalier (after a poem by Saint-Georges de Bouhélier) for mixed choir and orchestra op. 13 (compuesta 1942, unpublished)
- Pygmalion délivré: scène lyrique op. 14 (compuesta 1942, unpublished)
- Ophelia (after a poem by Arthur Rimbaud) for female voices and orchestra op. 16 (composed 1943, unpublished)
- Icare: scène lyrique (after a text by Jules Supervielle) for soprano, tenor, bariton and orchestra op. 17 (composed 1943, unpublished)
- Danse de Nymphes (after a poem by Tristan Derème) for female voices and orchestra op. 19 (composed 1944, unpublished)
- Louise de la Miséricorde: scène lyrique (cantate) (after a text by Charles Clerc) for soprano, mezzo soprano, bariton and orchestra op. 20 (composed 1944, unpublished)
- Psautier for soprano and orchestra op. 65 (composed 1980, unpublished)

### Sinfónica y orquesta
- Marana Thâ op. 74 (composed 1989, unpublished):
  - Invocation
  - Fulgurances et clairs-obscurs
  - Amen

### Ballet
- Cecca, la Bohémienne ensorcelée. Ballet in 1 act and 3 scenes  op. 22 (composed 1943-45)

### Transcripciones para órgano solista
- Johann Sebastian Bach: Musical Offering. Brussels, Belgium: Schott Frères, 1963.
- Johann Sebastian Bach: Variations Goldberg. Unpublished.

### Trabajos pedagógicos
- Initiation à l'orgue. Paris: Bornemann/Leduc, 1971.
- École de la Technique Moderne de l'Orgue (unpublished):
  - 1ère partie: Théorie de la Technique
  - 2ème partie: Pratique de la Technique de pédale (Tome A: Gammes - Tome B: Arpèges)

## Discografía seleccionada
- Marcel Dupré: Intégrale de l'oeuvre.
  - Disque 1. Oeuvres d'orgue: Les nymphéas, op. 54. Scherzo, op. 16. Angélus, op. 34. Deux esquisses, op. 41.
  - Disque 2. OEuvres d'orgue: Trois préludes et fugues, op. 7. Trois préludes et fugues, op. 36.
  - Disque 3. OEuvres d'orgue: Trois hymnes, op. 58. Annonciation, op. 56. Six antiennes, op. 48. Variations sur un vieux noël, op. 20.
    - Rolande Falcinelli, organ. Recorded at the Auditorium Marcel Dupré, Meudon. France: Disque Edici, 1968. ED 001 101. 3 LPs.
- Marcel Dupré: Oeuvres pour piano et orgue.
  - Variations sur deux themes, op. 35 - Ballade, op. 30 - Sinfonia, op. 42 - Variations en ut diese mineur, op. 22, pour piano.
    - Rolande Falcinelli, piano. Marie-José Chasseguet, organ. Recorded at the Auditorium Marcel Dupré, Meudon. Lyon, France: REM, 1977. 1 LP.
- Marcel Dupré: Le chemin de la croix, op. 29.
  - Rolande Falcinelli, organ. Grandes Orgues de Notre-Dame de Paris, June 1981. Sigéan, France: Disques du Solstice, 2001. SOCD 193/4. 1 CD.
- The Art of Rolande Falcinelli: Interpreter, Composer, Improviser.
  - César Franck (Choral No. 1), Marcel Dupré (Esquisses op. 41, Carillon op. 27), Rolande Falcinelli (Sonatina per Scherzare op. 73, Offertoire from Messe op. 38), and two improvisations.
    - Rolande Falcinelli, organ. Orgues de la Cathédrale de Dijon et du Münster de Basel (Switzerland). Netherlands: Festivo, 2006. Festivo 6962.062. 1 CD.
- Rolande Falcinelli interprète du XXe siècle.
  - Œuvres de Marcel Dupré, César Franck, Louis Vierne.
    - Rolande Falcinelli, organ. Orgue de la Cathédrale de Belley. France: Éditions Hortus, 2006. Hortus 038. 1 CD.
- Rolande Falcinelli joue Rolande Falcinelli.
  - Esquisses Symphoniques en forme de Variations op. 45, Miniatures persanes op. 52, Prophétie d’après Ezéchiel op. 42.
    - Rolande Falcinelli, organ. Orgue de la Cathédrale St. Pierre d’Angoulême, 1984. Festivo, 2007. Festivo 6962.112. 1 CD.